# Eupithecia despectaria
Eupithecia despectaria là một loài bướm đêm trong họ Geometridae.